# 1121 (numero)
Millecentoventuno (1121) è il numero naturale dopo il 1120 e prima del 1122.

## Proprietà matematiche
- È un numero dispari.
- È un numero composto, con i seguenti 4 divisori: 1, 19, 59, 1121. Poiché la somma dei divisori (escluso il numero stesso) è 79 < 1121, è un numero difettivo.
- È un numero semiprimo.
- È un numero palindromo nei sistemi di numerazione posizionale a base 28 (1C1) a base 32 (131) e anche un numero a cifra ripetuta nel sistema posizionale a base 58 (JJ).
- È un numero nontotiente in quanto dispari e diverso da 1.
- È un numero malvagio.
- È un numero felice.
- È parte delle terne pitagoriche (1121, 1560, 1921), (1121, 10620, 10679), (1121, 33060, 33079).